# Национальный американский университет
Национальный американский университет (англ. National American University, сокр. NAU) — американский частный коммерческий онлайн-университет, расположенный на базе ВВС Эллсуорт недалеко от Рапид-Сити в Южной Дакоте и на военно-морской базе Кингс-Бей в штате Джорджия.

## История и деятельность
Первоначально названное в 1941 году учебное учреждение Национальная школа бизнеса (National School of Business), позже сменило своё название на Национальный колледж бизнеса (National College of Business), затем — на Национальный колледж (National College), и только потом принял свое нынешнее название Национальный американский университет.
Работавший сначала в обычном формате, в 1996 году Национальный американский университет начал разрабатывать онлайн-курсы и варианты получения степени для студентов из США и других стран. Онлайн-программы включают степени младшего специалиста, бакалавра и магистра в области бухгалтерского учёта, бизнеса, информационных технологий, стратегической безопасности и здравоохранения. Также студентам предоставляется доступ в аудитории и обширным ресурсам кампуса, включая услуги центра учебных ресурсов, репетиторства, консультационные услуги и компьютерную поддержку через студенческий портал. В 2012 году 53 % студентов университета обучались онлайн, в 2018 году их число достигло 77 %.
В 2018 году у Национального американского университета начались финансовые проблемы, в результате чего он перешел на полностью онлайн-обучение и закрыл многие свои кампусы в штатах Колорадо, Индиана, Канзас, Миннесота, Миссури, Небраска, Нью-Мексико, Оклахома, Южная Каролина, Южная Дакота и Тахас, оставив только на базе ВВС Эллсуорт и военно-морской базе Кингс-Бей. С начала 2022 года учебное заведение находится под финансовым контролем со стороны Министерства образования США.
Университет состоит из четырёх академических подразделений:
- College of Undergraduate Studies
- Henley-Putnam School of Strategic Security
- Harold D. Buckingham Graduate School
- College of Legal Studies

В 2018 году вуз приобрел активы Школы стратегической безопасности Хенли-Патнэма и начал предлагает программы обучения стратегической безопасности. По данным College Navigator, в Национальном американском университете работает 1 штатный преподаватель и 249 внештатных. Учебное заведение имеет региональную аккредитацию Высшей учебной комиссии.
С января 2016 года президентом Национального американского университета является доктор Рональд Шейп (Ronald Shape).